# Вязычин (Минская область)
Вязычин (бел. Вязычын) — деревня в Березинском районе Минской области Беларуси. Входит в состав Березинского сельсовета.

## География
Деревня находится в восточной части Минской области, на левом берегу реки Жорновки, к западу от автодороги Р-67, на расстоянии приблизительно 10 километров (по прямой) к северо-западу от города Березино, административного центра района. Абсолютная высота — 158 метров над уровнем моря. Площадь населённого пункта — 0,0422 км².

## История
В 1897 году входила в состав Игуменского уезда Минской губернии, насчитывалось 12 дворов и 71 житель.
По состоянию на 1909 год, в Вязычине имелось 9 дворов и проживало 68 человек. В административном отношении деревня входила в состав Беличанской волости.
В 1930 году, в ходе проведения коллективизации, был образован колхоз «Ленинский путь». С 1980 года в составе колхоза «Знамя Октября».

## Население
По данным переписи 2019 года, постоянное население в деревне отсутствовало.
| Год  | Население, человек |
| ---- | ------------------ |
| 1897 | 71                 |
| 1909 | ↘ 68               |
| 1917 | ↗ 72               |
| 1926 | ↘ 52               |
| 1960 | ↘ 33               |
| 2003 | 1                  |
| 2008 | 1                  |
| 2009 | 1                  |
| 2019 | ↘ 0                |